# حلقه ماهی‌گیر

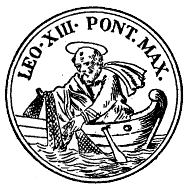
Annulus piscatoris پاپ لئو سیزدهم.

حلقه ماهی‌گیر (به لاتین: Anulus piscatoris؛ به ایتالیایی: Anello Piscatorio) بخشی رسمی از لباس پوشیده شده توسط پاپ است که رئیس کلیسای کاتولیک و جانشین قدیس پطرس است، که کارش ماهیگیری بود. نقش برجسته ای از پطرس در حال ماهیگیری در یک قایق، (نمادی برگرفته از مفهوم «صید کردن انسان» توسط رسولان (مرقس ۱:۱۷)، بهمراه نام یا لقب پاپ حاکم در پیرامون آن بود. حلقه ماهیگیر مهری است که تا سال ۱۸۴۲ برای مهر و موم کردن اسناد رسمی امضا شده توسط پاپ استفاده می‌شد. حداقل از قرون وسطی این رسم بوده‌است که کاتولیک‌ها در ملاقات با پاپ با بوسیدن این حلقه، ارادت خود را نشان دهند.

## در هنگام مرگ پاپ
حلقه ماهیگیر به‌طور خاص برای هر پاپ جدید طراحی می‌شود. یکی از سنت‌هایی که در زمان مراسم درگذشت پاپ‌ها انجام می‌شود، شکستن انگشتر ماهیگیر مخصوص پاپ فقید است که به معنای اعلام پایان زمامداری وی محسوب خواهد شد. بعد از وفات پاپ بندیکت شانزدهم این اتفاق نیافتاد چون حلقه ماهیگیر او که در سال ۲۰۰۵ ساخته شده بود پس از استعفای او در سال ۲۰۱۳ «باطل» اعلام شد. بنا به سنت این حلقه در آن زمان نابود نشد بلکه به گفته سخنگوی وقت واتیکان فدریکو لومباردی، علامت صلیب روی آن گذاشته شد.